# Statutul Dezvoltător al Convenției de la Paris

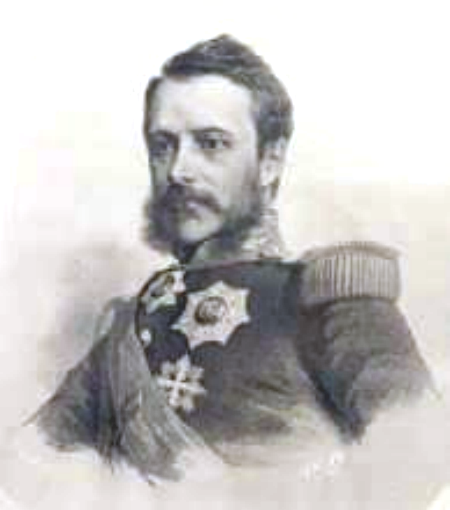
Alexandru Ioan Cuza, domnitorul Principatelor-Unite.

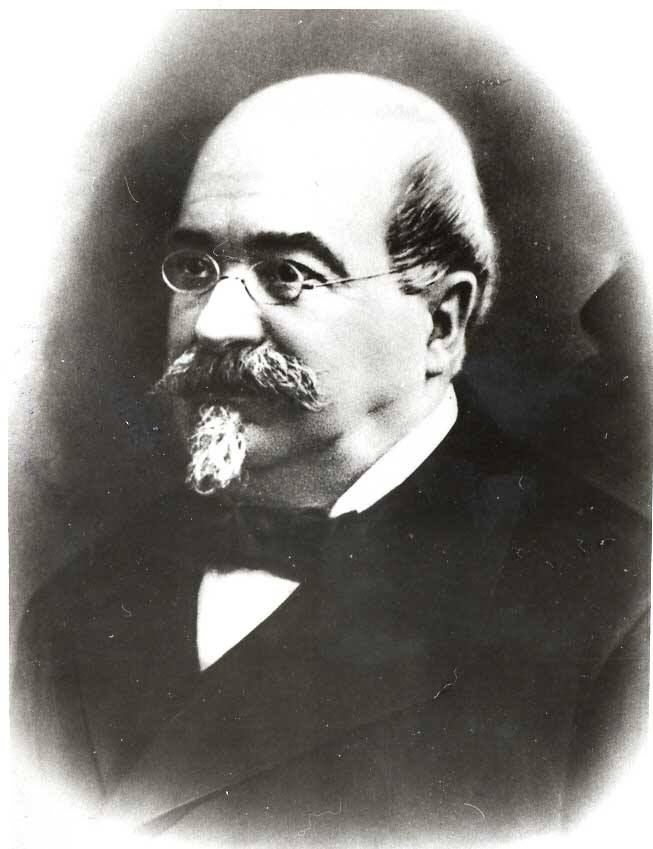
Mihail Kogălniceanu, prim-ministru și ministru al afacerilor interne.

Statutul lui Cuza sau Statutul Desvoltător Convențiunii din 7/19 august 1864 a fost un act cu caracter constituțional adoptat la inițiativa domnitorului Alexandru Ioan Cuza. 
Motivat de împroprietărirea țăranilor clăcași și eliberarea lor de corvezi, statutul a făcut guvernarea mai autocratică, crescând influența domnitorului și, în același timp, mai democratică, crescând egalitatea dreptului de vot și reducând influența marilor latifundiari în adunarea aleasă. 
La conferința de la Constantinopole care a urmat proclamării Statutului, actul este recunoscut cu modificări minore și, într-o anexă atașată actului, se admite pentru prima dată autonomia internă completă a Principatelor-Unite. Actul devine astfel prima Constituție a României. 

## Istoric
Proiectul de constituție al „Cărvunarilor” de la 13 septembrie 1822  a fost opera novatorilor (liberalii de mai târziu)  și ciocoilor (numiți la vremea respectivă cărvunari)  inspirați direct de marele vornic Iordache Drăghici și redactat probabil de către comisul Ionică Tăutu. 
Revoluția de la 1848, care a început prin citirea Proclamației de la Islaz pe 9/21 iunie 1848, a avut un proiect de Constituție a României care nu a putut fi realizat datorită înfrângerii revoluției. 
În această perioadă, Moldova și Valahia au fost guvernate după „acte cu caracter constituțional” (de exemplu, Regulamentul organic) sau alte dispoziții care, pentru a fi schimbate, cereau aprobarea Imperiului Otoman sau Rus. După Războiul Crimeii, principatele au fost guvernate urmând Convenția de la Paris din 7/19 august 1858, adoptată după Tratatul de Pace din 30 martie 1856 și semnată de Imperiul Otoman și puterile garante .

## Context
Convenția de la Paris preciza procesul de guvernare, legea electorală și unirea „sub numirea de Principatele-Unite Moldavia și Valahia ”, dar „în țărâmurile [limitele] stipulate prin înțelegerea Puterilor garante cu Curtea Suzerană . ” 
Domnitorii sunt aleși pe viață , numesc magistrații , propun legile și numesc administrația civilă.  Se stabilește o uniune vamală, poștală și o coordonare în pregătirea militară, dar bugetele, adunările legislative alese pe șapte ani, guvernele, sunt separate. Două instituții, cu sediul la Focșani și comune ambelor principate, sunt prevăzute: o Înaltă Curte de Casație și Justiție, precum și o Comisie Centrală permanentă formată din 16 membri (fiecare jumătate aleasă separat de cele două Adunări și cu termenul expirând odată cu adunarea care i-a ales), care propune legislația comună și activează de asemenea ca o Curte Constituțională.
Un prim proiect de constituție a Principatelor-Unite a fost dezbătut în prima sesiune a Comisiei Centrale în primăvara lui 1859, la scurt timp după dubla alegere a lui Cuza în ianuarie 1859. Această constituție propusă (o singură adunare și o comisie specială alese diferit, noi reguli pentru alegerea domnitorului, etc.) ar fi abrogat complet Convenția, singurul document care garanta unirea principatelor, la mai puțin de un an de la semnarea ei. Kogălniceanu s-a opus, văzând în el un joc politic al anti-unioniștilor și considerând că stabilizarea unirii recent obținute este mai importantă decât un document declarativ care antagonizează puterile garante și Imperiul Otoman. Proiectul de constituție nu a fost aprobat.  
Realizarea unirii efective va dura trei ani, timp în care o singură guvernare este treptat realizată, cu un singur buget și o singură adunare. În tot acest timp Cuza a promulgat un mare număr de decrete, legi și regulamente după model francez, organizând numeroase instituții, dintre care Consiliul de Miniștri, Curtea de „Compturi” (Curtea de Conturi mai târziu), și un Consiliul de Stat care prepara proiectele de legi propuse de domnitor. Se organizează învățământul primar și secundar, autoritatea judecătorească în judecătorii, tribunale, Curtea de Casațiune, Ministerul Public, armata, sistemul metric de măsuri și greutăți, etc. 
Dar se ajunge la un impas în reforma agară, care necesita aprobarea Adunării. La 2 mai 1864 adunarea este dizolvată și se anunță noi alegeri pentru o adunare aleasă după o nouă lege electorală. Este proclamat Statutul și se anunță un referendum pentru adoptarea lui. 

## Prevederile statutului
Ca și unirea efectivă a principatelor și secularizarea averilor mănăstirilor „grecești”, Statutul a fost decis în țară. Statutul și noua lege electorală sunt semnate de Cuza, Kogălniceanu (prim-ministru și ministru al afacerilor interne), Nicolae Rosetti-Bălănescu (ministrul afacerilor externe), Dimitrie Bolintineanu (ministrul cultelor), generalul  Gheorghe Manu și P. Orbescu (ministrul justiției). 
Deși unele din articolele Convenției nu mai sunt relevante (de exemplu, Comisia Centrală fusese desființată între timp), Statutul este bazat pe Convenție pentru că aceasta rămâne documentul care garanta unirea. De asemenea, pentru a arăta necesitatea Statutului, se face cu diplomație trimitere la prevederile Convenției, care cerea îmbunătățirea situației țăranilor clăcași: 
„ ...Tote privilegiurile, scutirile sau monopoluri, de care se bucură încă unele clase, vor fi desființate; și se va proceda fâră întirziere la revisia legiuirei care regulează raporturile propietarilor pămintului cu cultivatorii, avînd în vedere înbunătățirea stărei țăranilor. ”
În Statut, legile pot fi inițiate numai de domnitor și sunt pregătite cu ajutorul Consiliul de stat. Statutul introduce un Senat controlat de domnitor, dar Adunarea Deputaților este în întregime aleasă și
„ ... Orice lege cere învoirea trustelor puteri ... ”
adică a domnitorului, Senatului și Adunării Deputaților.

## Dinspre oligarhie spre democrație
Statutul lui Cuza trebuie considerat împreună cu legea electorală care îi este atașată pentru că, înaintea introducerii votului universal și egal, o importanță deosebită o avea legea electorală care determina cum sunt aleși deputații și, implicit, cum vor vota ei.  
Convenția a desființat titlurile, rangurile și privilegiile de clasă ale boierilor. Dar, legea electorală a Convenției avea condiții foarte avantajoase pentru marii latifundiari. Cei cu un venit de peste 1000 „galbeni” pe an (aproximativ 10,000 lei) alegeau aproximativ două treimi din deputați. Cei cu un venit între 100 și 1000 galbeni alegeau restul de o treime din deputați. 
Pentru comparație, o slujbă de funcționar începea cu un salariu de 500-1000 lei pe an, care creștea la 3000 lei pentru un funcționar experimentat cu multe responsabilități. Doar câteva persoane din administrație aveau un venit de peste 10,000 lei pe an (de exemplu, președinții tribunalelor județene). Astfel, pentru că nu exista multă industrie sau prestare de servicii costisitoare, cei cu un venit peste 10,000 lei erau în cea mai mare parte marii latifundiari, foștii „boieri de rang mare”, cu sate întregi de țărani clăcași lucrând pe moșia lor.
Guvernarea era oligarhică pentru că acești aproximativ 3,000 de mari latifundiari  controlau adunarea deputaților.  Este astfel clar de ce a fost necesară o revizuire a Convenției pentru împroprietărirea țăranilor. Cuza însuși provenea dintre marii latifundiari și avea un venit anual de peste 3,000 galbeni (una din condițiile alegerii domnitorului). Dar el se alătură celor mulți, împotriva marilor latifundiari, și cere o guvernare mai democratică. 
În noua lege electorală, pentru Adunarea Deputaților, voturile celor cu un venit de peste 1,000 lei, care includ numeroși funcționari de la orașe, contează egal cu voturile marilor latifundiari.  

## Rezultat
Statutul a fost propus spre aprobare prin plebiscit . În plebiscitul între 10/22 și 14/26 mai 1864 au fost exprimate 682.621 de voturi pentru „da”, 1.307 voturi pentru „nu” și 70.220 abțineri. 
La 25 mai 1864 Cuza pleacă la Contantinopole pentru a convinge Imperiul Otoman și puterile garante să accepte Statutul. Cu excepția Franței  și Italiei , celelalte state semnatare ale Convenției de la Paris se opun. Dar momentul este prielnic, pentru că disensiuni dintre puterile garante în alte probleme de politică europeană fac imposibilă obținerea unui consens între ele care să împiedice aplicarea Statutului. Cuza declară că se va întoarce în țară dacă nu se ajunge în curând la un acord. Statutul este acceptat de puterile garante cu modificări minore, prin Protocolul Conferinței de la Paris din 16/28 iunie 1864 și este promulgat la 2/14 iulie 1864. 
O consecință imediată după adoptarea Statutului prin referendum și acceptarea lui de Imperiul Otoman și puterile garante a fost promulgarea prin decret  la 15 august 1864  a reformei agrare, un proiect național și motivația pentru întreaga inițiativă. Trei milioane de clăcași au devenit trei milioane de proprietari de pământ ca urmare a împroprietăririi.  O adunarea formată din 160 de deputați este aleasă și ea ulterior după noua lege electorală. 

## Constituție a României
O altă realizare importantă este recunoașterea pentru prima dată în anexa cu modificările aduse Statutului că 
„ Principatele-Unite pot în viitori a modifica și a schimba legile care privesc administrațiunea lor din lăuntru, cu concursul legal al tutulor puterilor stabilite, și fără nici o intervențiune; se înțelege însă că această facultate nu se poate întinde la legăturele care unesc Principatele cu Imperiul Otoman, nici la tratatele între Înaltă Poartă și cele-l-alte puteri, care sunt și râmân obligătorii pentru aceste Principate. ”
Astfel, Statutul nu rămâne documentul cu un scop precis și practic (împroprietărirea țăranilor), el devine cu această precizare prima Constituție a României. Cuza subliniază diferența în discursul cu ocazia promulgării Statutului și a noii legi electorale din 2 iulie 1864: 
„ România numai astăzi intră în autonomia ei din lăuntru. Până acum această autonomie era în fapt lovită în mai multe privinți ; legea electorală nu o puteam schimba decât cu consimțimântul din afară. Înaltele puteri au consfințit acuma, în toată întinderea, autonomia noastră din lăuntru. ”
Ca și alegerea unui singur domnitor în 1859, centralizarea administrației, unirea adunărilor după 1862 la București , secularizarea averilor mănăstirilor „grecești”  în 1863, Statutul și noua lege electorală sunt decizii luate intern, iar modificările aduse Statutul recunosc oficial această autonomie internă. 